# I giorni dell’arcobaleno
I giorni dell’arcobaleno – utwór włoskiego wokalisty Nicola Di Bari, napisany przez niego przy współpracy z Piero Pintuccim i Dalmazio Masinim. Piosenka nagrana i wydana została w roku 1972. Utwór znalazł się na albumie pod tym samym tytułem. W nagraniu piosenki towarzyszyła artyście orkiestra Piera Pintucciego.

## San Remo i Eurowizja
W 1972 roku utwór wygrał 22. Festiwal Piosenki Włoskiej w San Remo i reprezentował Włochy podczas finału 17. Konkursu Piosenki Eurowizji. Podczas koncertu finałowego, który odbył się 25 marca w Usher Hall w Edynburgu, utwór został zaprezentowany jako dwunasty w kolejności i ostatecznie zdobył 92 punkty, plasując się na szóstym miejscu finałowej klasyfikacji. Dyrygentem orkiestry podczas występu wokalisty był Gianfranco Reverberi.

## Wydania singla
Na stronie B wydania singla znalazła się piosenka „Era di primavera”. Oprócz włoskojęzycznej wersji utworu, wokalista nagrał także singiel w języku hiszpańskim („Los días del arco-iris”).